# Acrotona opica
Acrotona opica är en skalbaggsart som först beskrevs av Thomas Casey 1911.  Acrotona opica ingår i släktet Acrotona och familjen kortvingar. Inga underarter finns listade i Catalogue of Life.